# سوخت‌وساز چربی‌ها
سوخت‌وساز چربی‌ها دو فرایند فراگشت و فروگشت اسیدهای چرب را دربردارد.

## فراگشت
در فراگشت، اسیدهای چرب برای تولید انرژی، عمدتاً به ATP تبدیل می‌شوند. در مقایسه با سایر گروه‌های درشت مغذی (کربوهیدرات‌ها و پروتئین)، اسیدهای چرب زمانی که به‌طور کامل به CO2 و آب توسط اکسیداسیون بتا و چرخه اسید سیتریک اکسید می‌شوند، بیشترین چگالی انرژی ATP راتولید می‌کنند، بنابراین اسیدهای چرب (عمدتا به شکل تری گلیسیرید) مهم‌ترین شکل ذخیره‌سازی سوخت در اکثر حیوانات و تا حدی در گیاهان هستند.

## فروگشت
در فروگشت، اسیدهای چرب دست نخورده پیش سازهای مهمی برای تری گلیسیریدها، فسفولیپیدها، پیام رسان‌های ثانویه، هورمون‌ها و اجسام کتونی هستند. پروستاگلاندینهای ساخته شده از اسید آراشیدونیک ذخیره شده در غشای سلولی معروفترین این نوع هورمون‌ها هستند.

## چربی سوزی
اسیدهای چرب که به صورت تری گلیسیرید در یک موجود زنده ذخیره می‌شوند، منبع غلیظ انرژی هستند زیرا حاوی اکسیژن کمی هستند و بی آب هستند. بازده انرژی از یک گرم اسیدهای چرب تقریباً ۹ کیلو کالری (۳۷ کیلوژول) است که بسیار بیشتر از ۴ کیلو کالری (۱۷ کیلوژول) برای کربوهیدرات‌ها است. از آنجایی که بخش هیدروکربنی اسیدهای چرب آبگریز است، این مولکول‌ها را می‌توان در یک محیط نسبتاً بی آب (بدون آب) ذخیره کرد. از طرف دیگر، کربوهیدرات‌ها آب بیشتری دارند. به عنوان مثال، ۱ گرم گلیکوژن تقریباً ۲ گرم آب را متصل می‌کند که به ۱٫۳۳ کیلو کالری در گرم (۴ کیلو کالری / ۳ گرم) ترجمه می‌شود. این بدان معناست که اسیدهای چرب می‌توانند بیش از شش برابر انرژی در واحد جرم ذخیره شده را در خود نگه دارند. به عبارت دیگر، اگر بدن انسان برای ذخیره انرژی به کربوهیدرات‌ها متکی باشد، آنگاه فرد باید ۳۱ کیلوگرم (۶۷٫۵ پوند) گلیکوژن هیدراته را حمل کند تا انرژی معادل ۴٫۶ کیلوگرم (۱۰ پوند) چربی داشته باشد.
حیوانات در خواب زمستانی مثال خوبی برای استفاده از ذخایر چربی به عنوان سوخت هستند. به عنوان مثال، خرس‌ها حدود ۷ ماه به خواب زمستانی می‌روند و در کل این دوره، انرژی از تخریب ذخایر چربی به دست می‌آید. پرندگان مهاجر به‌طور مشابه قبل از شروع سفرهای بین قاره ای خود، ذخایر چربی زیادی ایجاد می‌کنند.
ذخایر چربی انسان بالغ به‌طور متوسط بین ۱۰ تا ۲۰ کیلوگرم است، اما بسته به جنسیت و گرایش فردی بسیار متفاوت است. در مقابل، بدن انسان تنها حدود ۴۰۰ گرم گلیکوژن را ذخیره می‌کند که ۳۰۰ گرم آن در داخل ماهیچه‌های اسکلتی قفل شده‌است و در کل بدن در دسترس نیست. ۱۰۰ گرم یا بیشتر از گلیکوژن ذخیره شده در کبد در یک روز پس از گرسنگی تخلیه می‌شود. پس از آن، گلوکزی که توسط کبد برای استفاده عمومی توسط بافت‌های بدن در خون آزاد می‌شود، باید از اسیدهای آمینه گلوکوژنیک و چند سوبسترای گلوکونئوژنیک دیگر که شامل اسیدهای چرب نمی‌شوند، سنتز شود. با این وجود، لیپولیز گلیسرول آزاد می‌کند که می‌تواند وارد مسیر گلوکونئوژنز شود.
گلیسرول آزاد شده در خون در طی لیپولیز تری گلیسیرید در بافت چربی فقط توسط کبد قابل جذب است. در اینجا با عمل گلیسرول کیناز که یک مولکول ATP را به ازای هر مولکول گلیسرول که فسفریله می‌شود، هیدرولیز می‌کند، به گلیسرول ۳-فسفات تبدیل می‌شود. گلیسرول ۳-فسفات سپس به دی هیدروکسی استون فسفات اکسید می‌شود که به نوبه خود توسط آنزیم تریوز فسفات ایزومراز به گلیسرآلدئید ۳-فسفات تبدیل می‌شود. از اینجا سه اتم کربن گلیسرول اصلی را می‌توان از طریق گلیکولیز اکسید کرد یا از طریق گلوکونئوژنز به گلوکز تبدیل کرد.
اسیدهای چرب از طریق بتا اکسیداسیون در داخل میتوکندری به استیل-کوآ تجزیه می‌شوند.